# ۱۲ سال بردگی
۱۲ سال بردگی (به انگلیسی: Years a Slave 12) یک فیلم درام تاریخی بر اساس خودزندگی‌نامه ۱۲ سال بردگی اثر سالومون نورثاپ است که یک سیاه آزاد بود، ولی ربوده شد و به‌عنوان برده فروخته شد. کارگردان فیلم، استیو مک‌کوئین و نویسندهٔ آن جان ریدلی است. چیویتل اجیوفور نقش «سالومون نورثاپ» را ایفا می‌کند. ۱۲ سال بردگی برای اولین بار در سی و هشتمین دورهٔ جشنواره بین‌المللی فیلم تورنتو در سپتامبر ۲۰۱۳ اکران شد و اکران عمومی آن هم در ۱۸ اکتبر ۲۰۱۳ بود. این فیلم هم‌اکنون جزو ۲۵۰ فیلم برتر تاریخ سینما در وبگاه IMDb است. این فیلم اولین فیلم تاریخ سینماست که در آن یک سیاه‌پوست اسکارِ بهترین فیلم را تصاحب کرده‌است.

## خلاصه داستان
سال ۱۸۴۱، سالومون نورثاپ (چیویتل اجیوفور) یک سیاهپوست آزاد است که با همسر و فرزندانش در ساراتوگای نیویورک زندگی می‌کند. او با نواختن ویولن امرار معاش می‌کند. یک شب توسط چند نفر اراذل و اوباش اغفال شده، به وسیله آن‌ها مسموم و به‌عنوان برده فروخته می‌شود. به هوش که می‌آید، خود را در غل و زنجیر می‌بیند. سپس به مزارع پنبه در جنوب آمریکا برده می‌شود، جایی که ابتدا توسط یک برده‌دار به نام ویلیام فورد خریده شده و بعد از آن به ادوین اِپس (مایکل فاسبندر) فروخته می‌شود. نورثاپ ۱۲ سال از زندگی خود را به‌عنوان یک برده جنوبی می‌گذراند.

## جوایز
این فیلم برندهٔ بهترین فیلم درام از هفتاد و یکمین مراسم گلدن گلوب و همچنین بهترین فیلم سال ۲۰۱۳ توسط آکادمی اسکار شده‌است. جایزهٔ اسکار برای بهترین بازیگر زن در نقش مکمل هم به این فیلم رسید.این فیلم هچنین جوایزی مانند اسکار بهترین فیلمنامه اقتباسی، بفتای بهترین فیلم و بفتای بهترین بازیگر نقش اول مرد را تصاحب کرد.

## بازیگران
- چیویتل اجیوفور در نقش سالومون نورثاپ
- مایکل فاسبندر در نقش ادوین اِپس
- بندیکت کامبربچ
- پل دینو
- پل جیاماتی
- لوپیتا نیونگو
- سارا پلسون
- برد پیت
- الفری وودارد
- روث نگا
- توماس فرانسیس مورفی